# Герб комуни Стаффансторп
Герб комуни Стаффансторп (швед. Staffanstorps kommunvapen) — символ шведської адміністративно-територіальної одиниці місцевого самоврядування комуни Стаффансторп. 

## Історія
Герб було розроблено 1952 року для ландскомуни Стаффансторп. Отримав королівське затвердження 1966 року.    
Після адміністративно-територіальної реформи, проведеної в Швеції на початку 1970-х років, муніципальні герби стали використовуватися лишень комунами. Цей герб був 1971 року перебраний для нової комуни Стаффансторп.
Герб комуни офіційно зареєстровано 1974 року.

## Опис (блазон)
У золотому полі спинається червоний лев з синім язиком і пазурами, з відокремленою від тулуба головою.

## Зміст
Сюжет герба походить з печатки гераду (територіальної сотні) Бара з 1524 року, на якій зображений лев без голови.      